# Douglas Mackinnon
Douglas Mackinnon (nacido en Portree, Skye), es un director de cine y televisión británico.

## Carrera
Su primer trabajo como director de cine fue en la película El escocés volador de 2006, la cual inauguró el Festival de Cine de Edimburgo de ese año y consecuentemente fue seleccionada para ser distribuida mundialmente por MGM. 
Dirigió los primeros tres episodios de Jekyll (2007) protagonizada por James Nesbitt, Michelle Ryan y Gina Bellman y codirigida por Matt Lipsey. El programa fue nominado a los premios Emmy y Nesbitt a los Rose D'or.
Ha dirigido varios episodios de dramas televisivos y películas para televisión. Algunos de sus trabajos son la serie Bodies, Gentlemen's Relish, Robin Hood y The Vice. Dirigió el primero del episodio en dos partes de Doctor Who, titulado La estratagema Sontaran / El cielo envenenado, en 2008.